# Harold Ross
Harold Wallace Ross (Aspen, 6 novembre 1892 – Boston, 6 dicembre 1951) è stato un giornalista statunitense.

## Biografia
Reporter del Salt Lake City Tribune dal 1906, durante la prima guerra mondiale diresse Stars and Stripes. Rimpatriato fondò nel 1925 The New Yorker.